# Amblyscirtes hegon
The Pepper-and-salt Skipper (Amblyscirtes hegon) là một loài bướm ngày thuộc họ Hesperiidae. Nó được tìm thấy ở Nova Scotia và Maine, phía tây đến miền nam Manitoba, phía nam đến Georgia, miền bắc Florida và tây nam Texas. It is mostly absent from the coastal plain.
Sải cánh dài 25–31 mm. Con trưởng thành bay từ tháng 4 đến tháng 7. Có một lứa một năm.
Ấu trùng ăn Poa pratensis, Sorghastrum nutans, Sorghastrum secundum và Chasmanthium latifolia. Adults feed on flower nectar, bao gồm viburnum và blackberry.